# 范承训
范承训（？年—？年），沈阳人，是一名清朝政治人物。荫生出身。
范承训曾于康熙十七年(1678年)接替孔斯和任建宁府知府一职，康熙二十二年(1683年)由刘芳标接任。